# Buckminster
Buckminster è un villaggio e parrocchia civile dell'Inghilterra, appartenente alla contea del Leicestershire.